# Nádražní (Písek)
Nádražní je ulice v Písku, dlouhá 1,90 km a vedoucí přes Budějovické Předměstí. Začíná na křižovatce ulic Gregorova, Budovcova a Otakara Ševčíka. Kříží se s ulicemi Zeyerovou, Sadovou, Preslovou, Klostermannovou, Truhlářskou a Baarovou. Za dvěma kruhovými objezdy se kříží s dalšími dvěma ulicemi – Za Nádražím a Šumavskou. Dále na Nádražní navazuje ulice Putimská Vysoká. Ulice vede kolem Šarlatského rybníka a autobusového nádraží. Na adrese Nádražní čp. 2149 stojí Státní okresní archiv Písek.

## Historie
Původní úřední název Smrkovská (Smrkovická) se datuje dnem 21. října 1785. Současný název Nádražní dostala 3. února 1900 za účelem lepší orientace ve městě.
Městská rada dne 23. května 1934 změnila název na počest československého agrárního politika Antonína Švehly, ale místní národní výbor název opět navrátil dne 21. června 1946 na plenární schůzi.
Stará ulice Smrkovická končila smrkovickou brankou. Podle kresby Františka Soukupa v roce 1868 šlo o stavení se širokým průjezdem, kterým procházela silnice. Branka je na mapě Písku z roku 1775 označena jako věž. Pokud tam někdy bývala věžovitá brána, byla zbořena neznámo kdy. V roce 1800 vydražil stavení bečvář Domik Piksa za 138 zlatých. Do té doby jej vlastnila obec. V roce 1868 se okresní výbor usnesl koupit branku a rozšířit silnici. V říjnu 1868 byla branka zbořena. V roce 1894 vedla ulice k viaduktu. V roce 1896 vystavěl J. V. Vlk za viaduktem parostrojní továrnu na cementové a šamotové zboží. V roce 1922 vystavěl Theodor Vedam o kus dál strojírnu. Tento objekt, stejně jako pozůstatky Vlkovy továrny, byl zlikvidován při výstavbě obytné čtvrti Písek-Jih.
V roce 1908 byl přes Mělnický potok vybudován betonový můstek. V roce 1922 byla ulice nově vydlážděna.

## Galerie

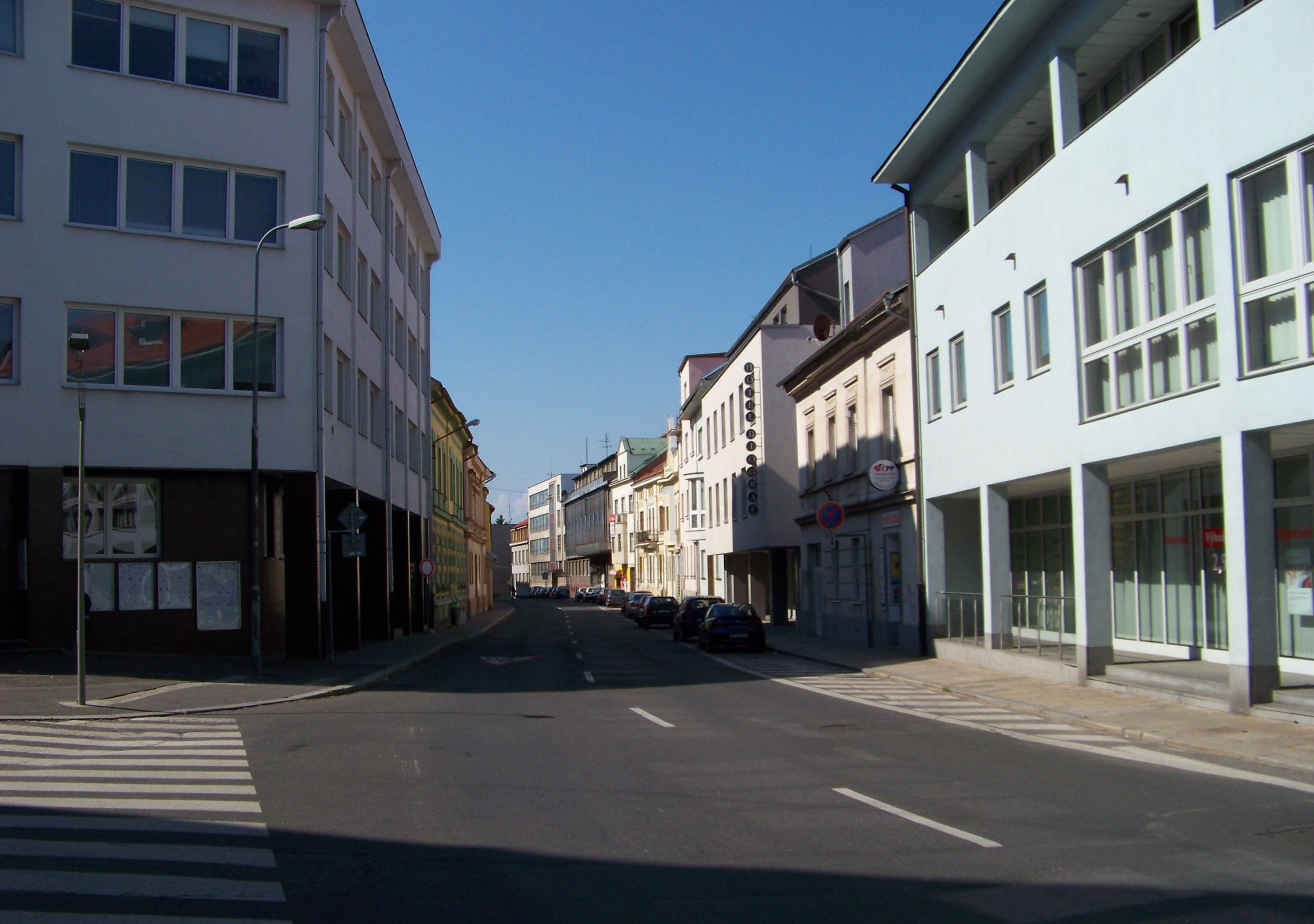
Nádražní v pohledu od Budovcovy
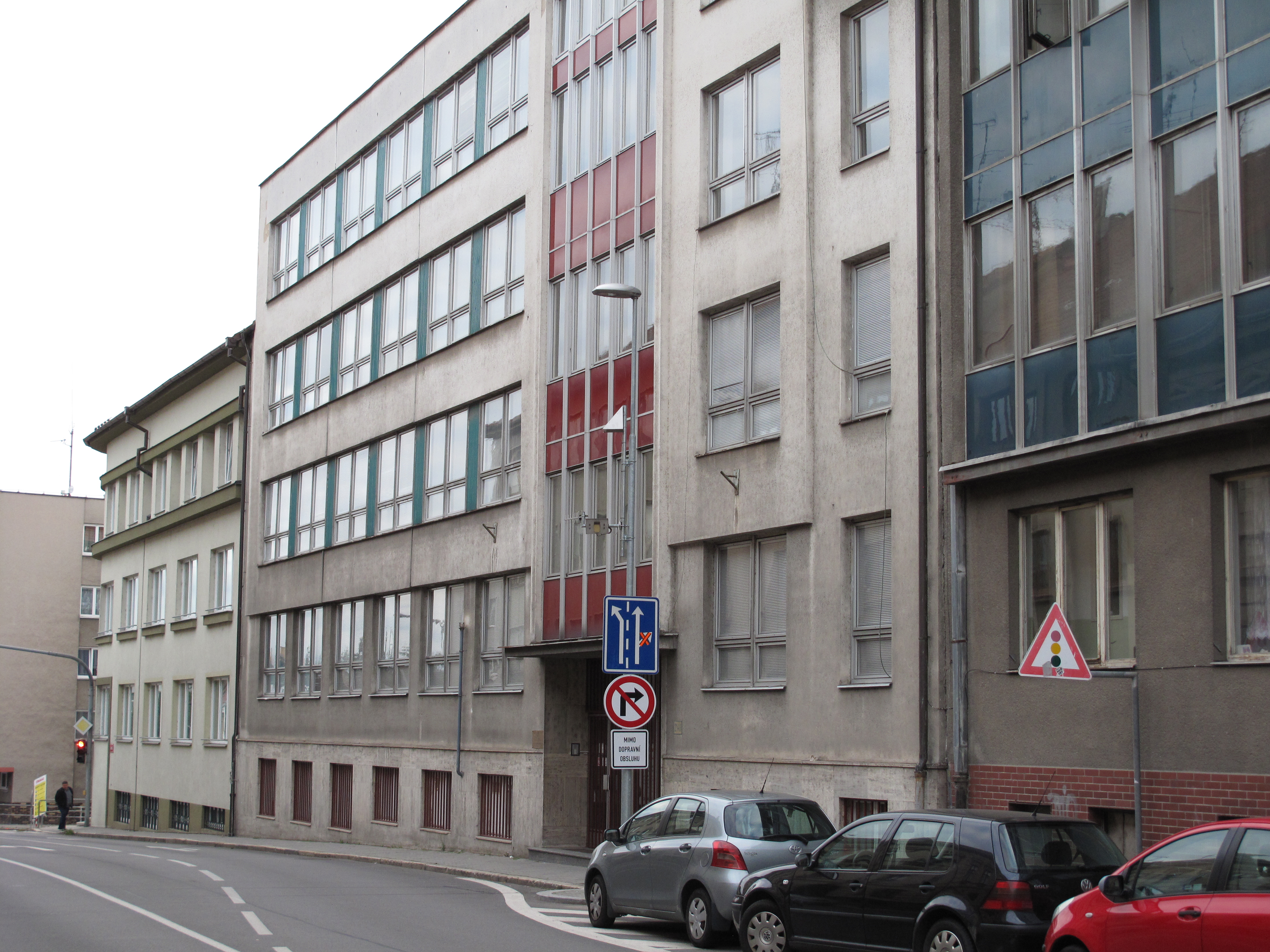
Budova státního okresního archivu
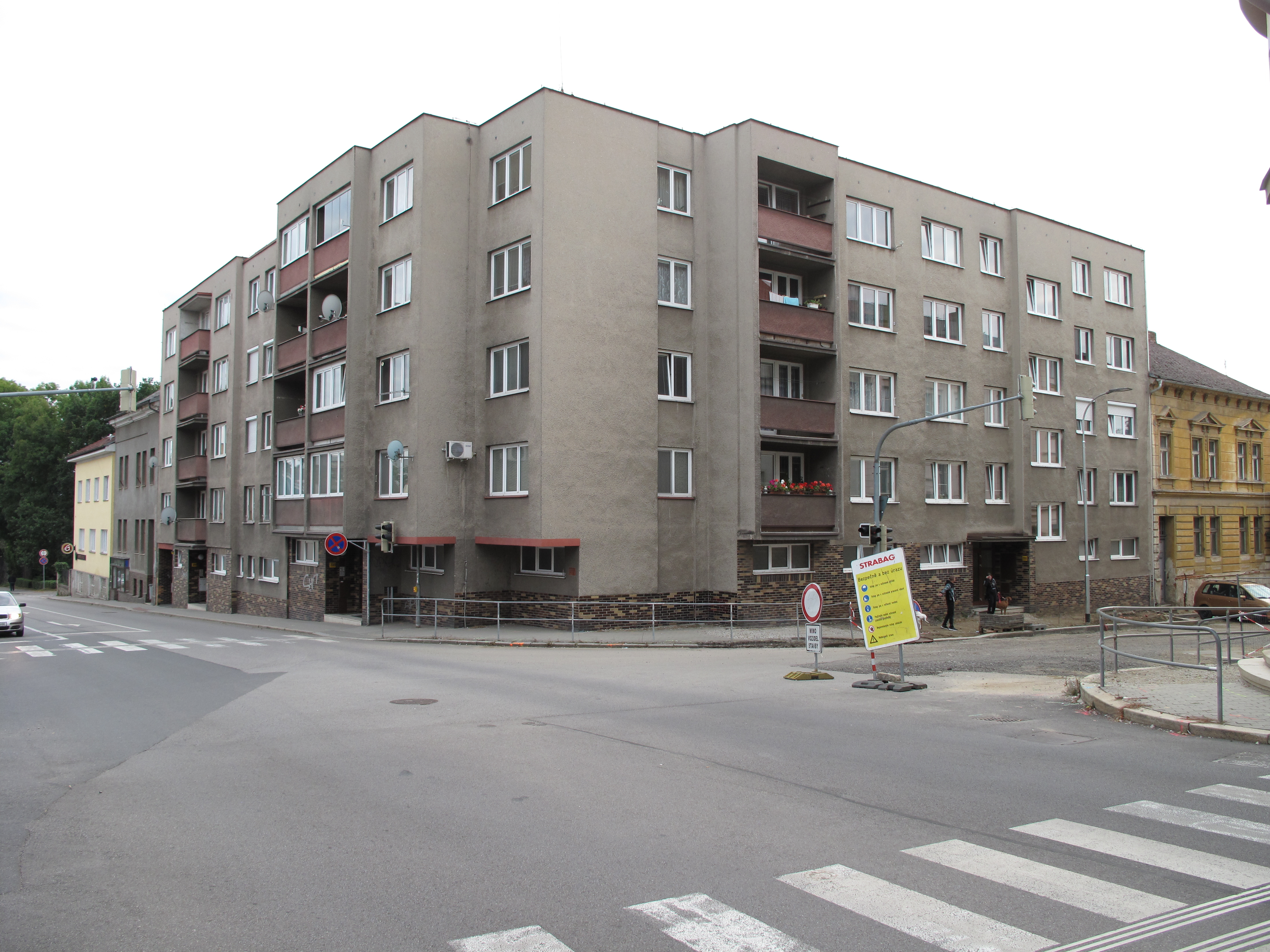
Bytový komplex na rohu Nádražní a Zeyerovy
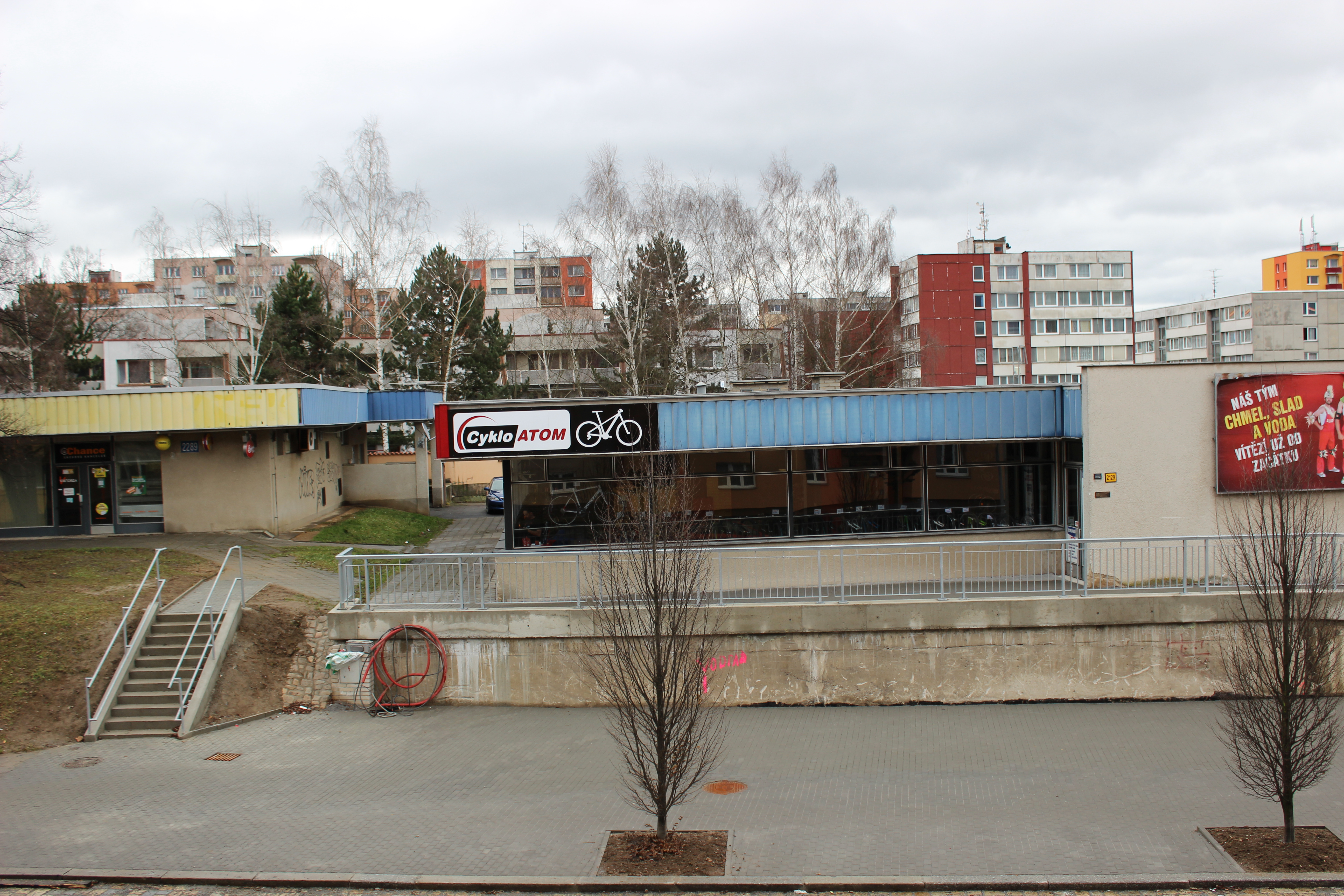
Sídliště Jih při pohledu z Nádražní
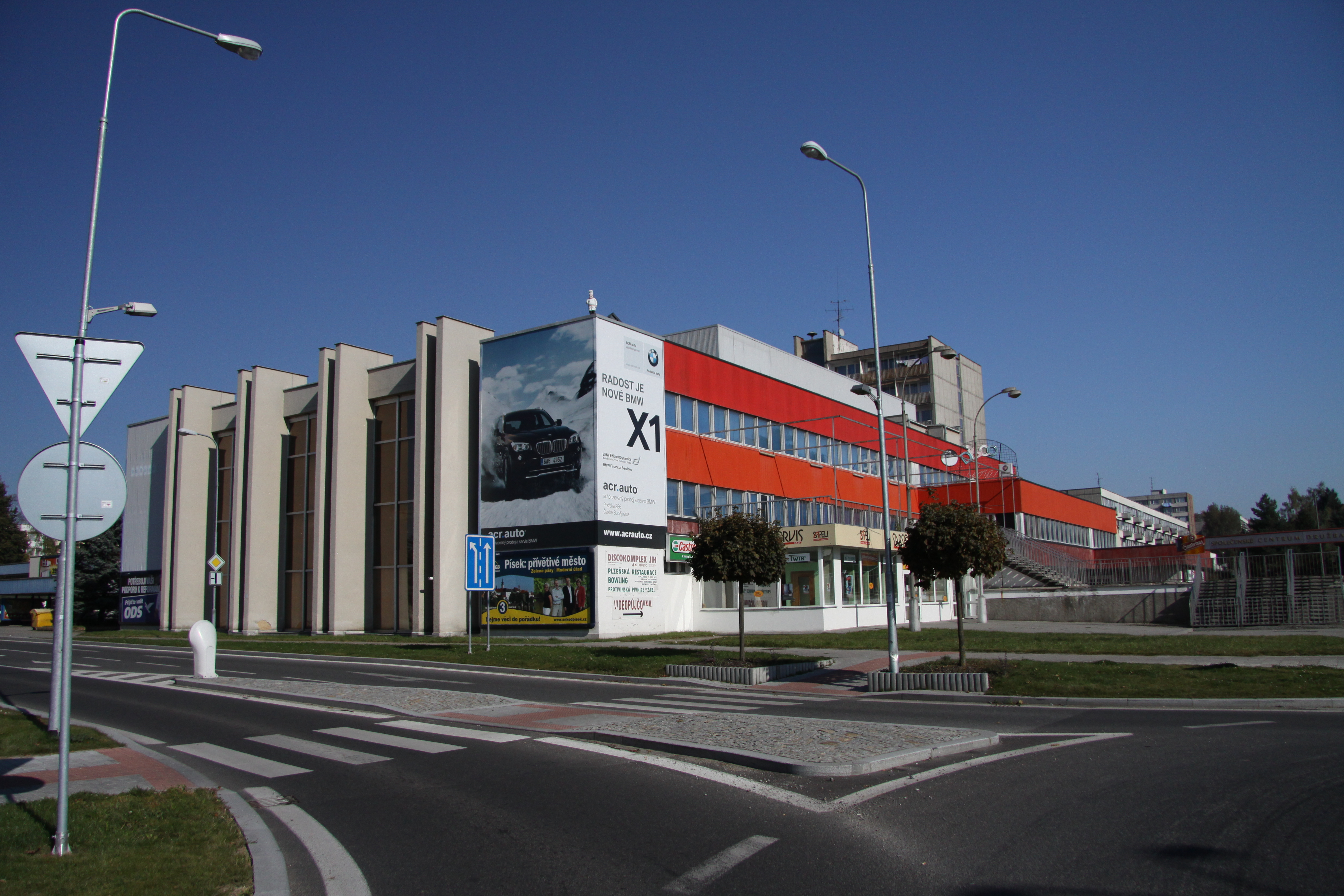
Společenské centrum Družba (Diskokomplex Jih)
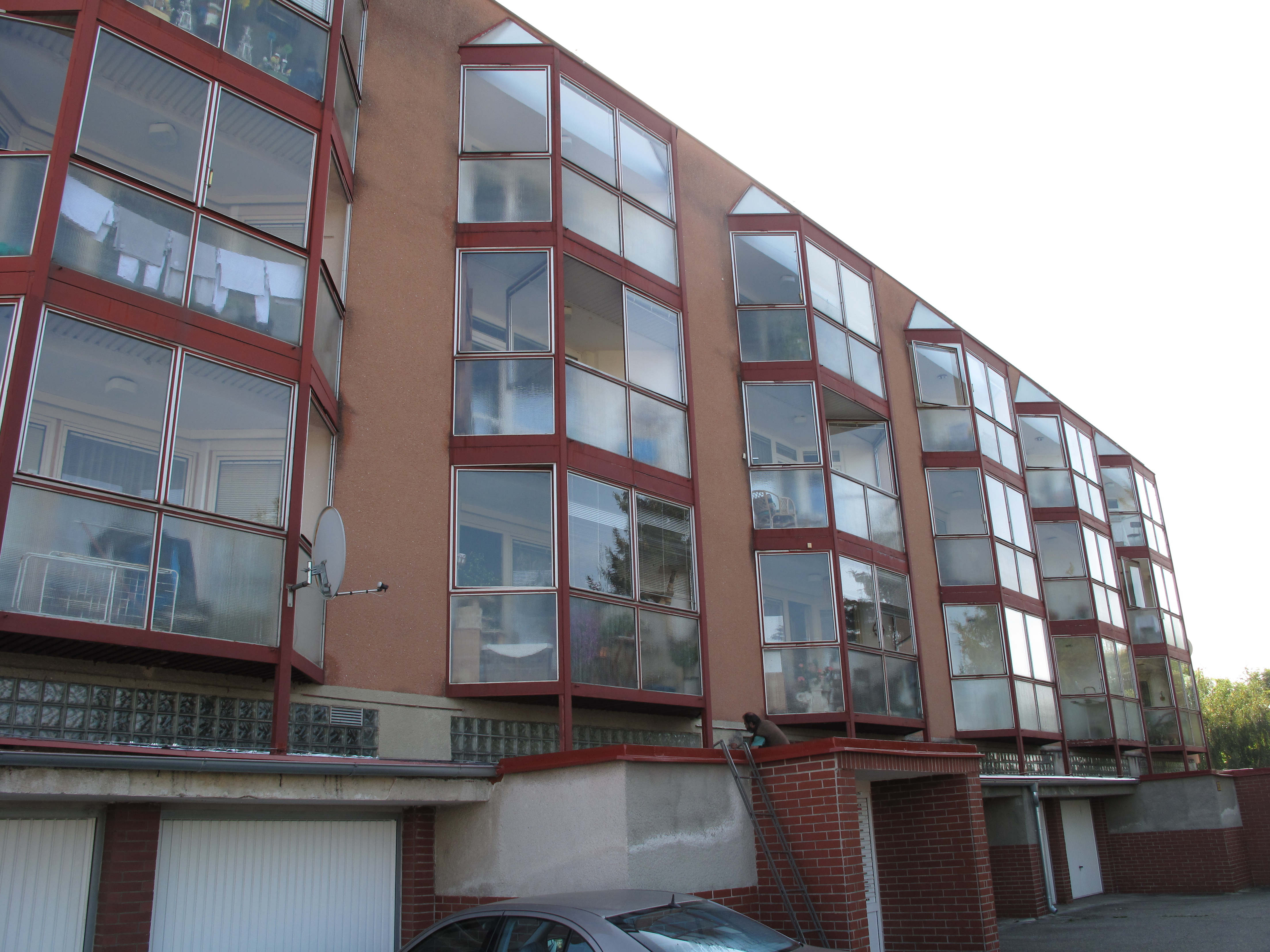
Obytný dům Nádražní 2296 nedaleko autobusového nádraží
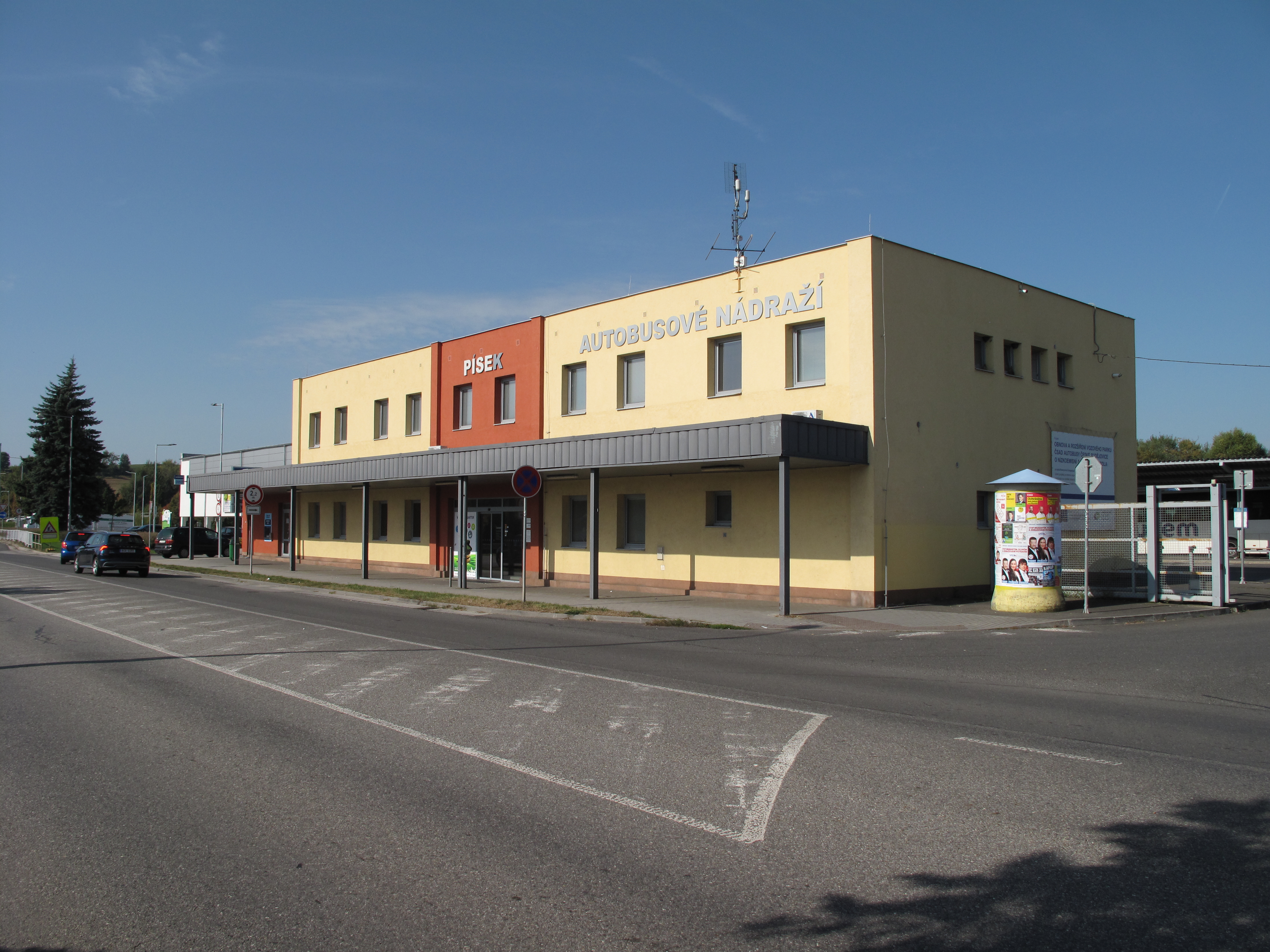
Budova autobusového nádraží (2021)
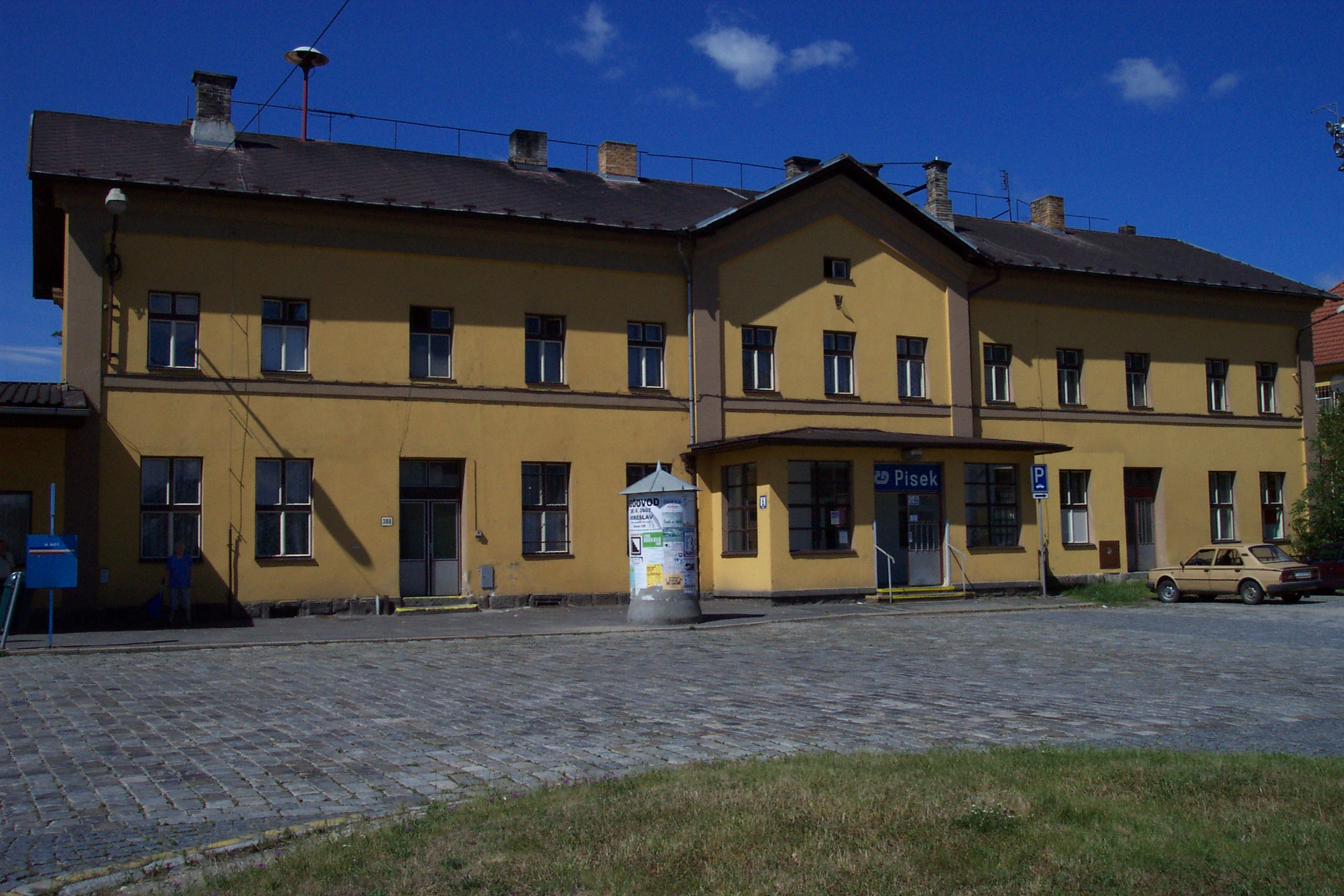
Budova vlakového nádraží